# Hethemia superata
Hethemia superata là một loài bướm đêm trong họ Geometridae.